# Ousse-Suzan
Ousse-Suzan é uma comuna francesa na região administrativa da Nova Aquitânia, no departamento Landes. Estende-se por uma área de 24,33 km². Em 2010 a comuna tinha 289 habitantes (densidade: 11,9 hab./km²).